# Nati nel 1907/Febbraio
| Questa pagina contiene informazioni ricavate automaticamente dalle voci biografiche con l'ausilio del template Bio e di un bot. L'aggiornamento è periodico e automatico e ricostruisce completamente la pagina. Se manca una persona in questa lista, sei pregato di non aggiungerla, ma accertati piuttosto che la sua voce biografica contenga il template Bio e che i dati anagrafici siano correttamente compilati. Se il template Bio manca, inseriscilo tu stesso o, in alternativa, metti l'avviso {{tmp\|Bio}} che ne segnala la mancanza. Se i dati riportati sono sbagliati, correggi direttamente la voce biografica; le modifiche saranno visibili in questa lista entro pochi giorni. Per chiarimenti vedi il progetto biografie. La lista contiene solo le 120 persone che sono citate nell'enciclopedia e per le quali è stato implementato correttamente il template Bio. Pagina aggiornata al 18 ago 2025. |

- 1º febbraio - Ettore Balma Mion, ciclista su strada italiano († 1995)
- 1º febbraio - Domenico D'Alberto, calciatore ungherese († 1968)
- 1º febbraio - Günter Eich, poeta e drammaturgo tedesco († 1972)
- 1º febbraio - Mozart Camargo Guarnieri, pianista, compositore e poeta brasiliano († 1993)
- 1º febbraio - Anna Hajnal, poetessa ungherese († 1977)
- 1º febbraio - Riccardo Imperiali di Francavilla, militare italiano († 1960)
- 1º febbraio - Sándor Veress, etnomusicologo e compositore ungherese († 1992)
- 2 febbraio - Riccardo Morbelli, drammaturgo, sceneggiatore e paroliere italiano († 1966)
- 2 febbraio - Marija Kirillovna Romanova, nobile russo († 1951)
- 2 febbraio - Hugh Sutherland, hockeista su ghiaccio canadese († 1990)
- 3 febbraio - James Albert Michener, scrittore statunitense († 1997)
- 3 febbraio - Dino Sbrana, calciatore italiano († 1981)
- 3 febbraio - Bruno Vucinich, calciatore italiano
- 4 febbraio - Mathias Becker, calciatore lussemburghese († 1952)
- 4 febbraio - Otto Ohlendorf, generale e agente segreto tedesco († 1951)
- 4 febbraio - Evžen Veselý, calciatore cecoslovacco († 1947)
- 5 febbraio - Mario Baffico, regista e sceneggiatore italiano († 1972)
- 5 febbraio - Hans Bender, medico e psicologo tedesco († 1991)
- 5 febbraio - Pál Jávor, allenatore di calcio e calciatore ungherese († 1989)
- 5 febbraio - Walter Nausch, allenatore di calcio e calciatore austriaco († 1957)
- 5 febbraio - Pierre Pflimlin, politico francese († 2000)
- 5 febbraio - Evelyn Pierce, attrice statunitense († 1960)
- 5 febbraio - Samuel W. Taylor, scrittore e sceneggiatore statunitense († 1997)
- 5 febbraio - Karlis Zvirgzdiņš, calciatore lettone († 1983)
- 6 febbraio - Paul Lemmerz, imprenditore tedesco († 1977)
- 7 febbraio - Victor Capesius, farmacista e ufficiale tedesco († 1985)
- 7 febbraio - Kurt Hasse, cavaliere tedesco († 1944)
- 7 febbraio - Virgilio Lilli, giornalista, scrittore e pittore italiano († 1976)
- 8 febbraio - Béla Bay, schermidore ungherese († 1999)
- 8 febbraio - Peter Delaney, militare statunitense († 1945)
- 8 febbraio - William Markowitz, astronomo statunitense († 1998)
- 8 febbraio - Daniele Turani, politico e dirigente sportivo italiano († 1964)
- 9 febbraio - Fernand Brunel, calciatore francese († 1927)
- 9 febbraio - Harold Coxeter, matematico inglese († 2003)
- 9 febbraio - Miklós Kretzoi, geologo e paleontologo ungherese († 2005)
- 9 febbraio - Pietro Lorenzini, calciatore italiano († 1993)
- 9 febbraio - Trường Chinh, politico vietnamita († 1988)
- 10 febbraio - Stephen Bekassy, attore ungherese († 1995)
- 10 febbraio - Ethel Lackie, nuotatrice statunitense († 1979)
- 10 febbraio - Guillermo Larrazábal, artista spagnolo († 1983)
- 10 febbraio - André Marchand, pittore francese († 1998)
- 10 febbraio - Giulio Marelli, pittore italiano († 1979)
- 10 febbraio - Italo Squitieri, pittore italiano († 1994)
- 11 febbraio - Anita Garvin, attrice statunitense († 1994)
- 11 febbraio - Käthe Gold, attrice austriaca († 1997)
- 11 febbraio - Vezio Mezzetti, aviatore e ufficiale italiano († 1941)
- 12 febbraio - Joseph Kearns, attore e insegnante statunitense († 1962)
- 12 febbraio - Frederick McEvoy, bobbista e attore britannico († 1951)
- 13 febbraio - Lev Korčebokov, allenatore di calcio e calciatore sovietico († 1971)
- 13 febbraio - Józef Kotlarczyk, calciatore polacco († 1959)
- 14 febbraio - Sven Andersson, calciatore svedese († 1981)
- 14 febbraio - Florence Rice, attrice statunitense († 1974)
- 15 febbraio - Ener Bettica, militare italiano († 1942)
- 15 febbraio - Célestin Delmer, calciatore francese († 1996)
- 15 febbraio - Jean Langlais, organista e compositore francese († 1991)
- 15 febbraio - Renato Pasturenti, arbitro di calcio, allenatore di calcio e dirigente sportivo italiano († 1993)
- 15 febbraio - Cesar Romero, attore statunitense († 1994)
- 15 febbraio - Theodore Cressy Skeat, bibliotecario e filologo britannico († 2003)
- 16 febbraio - Adriano Chicco, scacchista, compositore di scacchi e avvocato italiano († 1990)
- 16 febbraio - Dobroslav Chrobák, scrittore slovacco († 1951)
- 16 febbraio - Giuseppe Pasquale, dirigente sportivo e produttore cinematografico italiano († 1978)
- 16 febbraio - Fernando Previtali, direttore d'orchestra e compositore italiano († 1985)
- 16 febbraio - László Rajcsányi, schermidore ungherese († 1992)
- 17 febbraio - Giovanni Faccenda, calciatore italiano († 2000)
- 17 febbraio - Gerhard Hirschfelder, presbitero tedesco († 1942)
- 17 febbraio - Marjorie Lawrence, soprano australiano († 1979)
- 18 febbraio - Oscar Brodney, sceneggiatore statunitense († 2008)
- 18 febbraio - Billy De Wolfe, attore statunitense († 1974)
- 18 febbraio - Carlo Maxia, antropologo italiano († 1996)
- 18 febbraio - Helen Varcoe, nuotatrice britannica († 1995)
- 19 febbraio - Angelo Blasi, italiano († 1997)
- 19 febbraio - Joseph Gonzales, allenatore di calcio e calciatore francese († 1984)
- 19 febbraio - Margo Veillon, artista svizzera († 2003)
- 19 febbraio - Sébastien Verhulst, calciatore belga († 1944)
- 20 febbraio - Malcolm Atterbury, attore statunitense († 1992)
- 20 febbraio - Giovanni Ciusa Romagna, pittore italiano († 1958)
- 20 febbraio - Eduardo García, calciatore uruguaiano
- 20 febbraio - Sergej Matveevič Štemenko, generale sovietico († 1976)
- 21 febbraio - Wystan Hugh Auden, poeta britannico († 1973)
- 21 febbraio - Carlo Cavagnoli, pugile italiano († 1990)
- 21 febbraio - Artemio Prati, vescovo cattolico italiano († 2004)
- 22 febbraio - Georg Braun, allenatore di calcio e calciatore austriaco († 1963)
- 22 febbraio - Pietro Caloi, sismologo italiano († 1978)
- 22 febbraio - Frank Cervell, schermidore svedese († 1970)
- 22 febbraio - Sheldon Leonard, attore, produttore televisivo e regista statunitense († 1997)
- 22 febbraio - Bohumil Říha, scrittore ceco († 1987)
- 22 febbraio - Rex Stewart, trombettista statunitense († 1967)
- 22 febbraio - Robert Young, attore statunitense († 1998)
- 22 febbraio - Sigfrid Öberg, hockeista su ghiaccio svedese († 1949)
- 23 febbraio - Hans Jürgen von Blumenthal, militare tedesco († 1944)
- 23 febbraio - Roberto Cherro, calciatore argentino († 1965)
- 23 febbraio - Alberto Chividini, calciatore argentino († 1961)
- 23 febbraio - Roberto Hausbrandt, imprenditore, dirigente d'azienda e filantropo italiano († 1997)
- 24 febbraio - Vitalij Bajrak, religioso ucraino († 1946)
- 24 febbraio - Giuseppe Carpani, arbitro di calcio italiano († 1958)
- 24 febbraio - Marjorie Courtenay-Latimer, biologa sudafricana († 2004)
- 24 febbraio - Veljko Poduje, calciatore e allenatore di calcio jugoslavo († 1993)
- 24 febbraio - Harry C. Schnur, poeta, traduttore e filologo classico tedesco († 1979)
- 25 febbraio - Sabahattin Ali, scrittore, poeta e giornalista turco († 1948)
- 25 febbraio - Giuseppe Paupini, cardinale e arcivescovo cattolico italiano († 1992)
- 25 febbraio - Wini Shaw, cantante, attrice e ballerina statunitense († 1982)
- 25 febbraio - Geza Šifliš, calciatore jugoslavo († 1948)
- 25 febbraio - Livio Tamanini, entomologo italiano († 1997)
- 25 febbraio - William Tubbs, attore statunitense († 1953)
- 25 febbraio - Aventino Zamboni, calciatore e allenatore di calcio italiano
- 26 febbraio - Lala Aufsberg, fotografa tedesca († 1976)
- 26 febbraio - John Bowlby, psicologo, medico e psicoanalista britannico († 1990)
- 26 febbraio - Dub Taylor, attore statunitense († 1994)
- 26 febbraio - Shirō Teshima, calciatore giapponese († 1982)
- 27 febbraio - Massimo Amfiteatrof, violoncellista italiano († 1990)
- 27 febbraio - Mildred Bailey, cantante statunitense († 1951)
- 27 febbraio - Hermann Buse, ciclista su strada tedesco († 1945)
- 27 febbraio - Momčilo Đujić, militare e politico serbo († 1999)
- 27 febbraio - Utaro Hashimoto, giocatore di go giapponese († 1994)
- 27 febbraio - Paula Wiesinger, sciatrice alpina italiana († 2001)
- 27 febbraio - Paul Wyatt, nuotatore statunitense († 1970)
- 28 febbraio - Domenico Agusta, imprenditore italiano († 1971)
- 28 febbraio - Francesco Ansaldi, politico, medico e partigiano italiano († 1957)
- 28 febbraio - Milton Caniff, fumettista statunitense († 1988)
- 28 febbraio - Bertil Linde, hockeista su ghiaccio svedese († 1990)